# Kanton Saint-Germain-du-Bel-Air
Der Kanton Saint-Germain-du-Bel-Air war bis 2015 ein französischer Wahlkreis im Arrondissement Gourdon, im Département Lot und in der Region Midi-Pyrénées; sein Hauptort war Saint-Germain-du-Bel-Air.
Der Kanton Saint-Germain-du-Bel-Air war 150,02 km² groß und hatte  2392 Einwohner (Stand: 2012).
Der Kanton umfasste Wahlberechtigte aus zehn Gemeinden:
| Gemeinde                 | Einwohner Jahr | Fläche km² | Bevölkerungsdichte | Code INSEE | Postleitzahl |
| ------------------------ | -------------- | ---------- | ------------------ | ---------- | ------------ |
| Concorès                 | 306 (2013)     | –          | – Einw./km²        | 46072      | 46310        |
| Frayssinet               | 321 (2013)     | –          | – Einw./km²        | 46113      | 46310        |
| Lamothe-Cassel           | 121 (2013)     | –          | – Einw./km²        | 46151      | 46240        |
| Peyrilles                | 397 (2013)     | –          | – Einw./km²        | 46219      | 46310        |
| Saint-Chamarand          | 213 (2013)     | –          | – Einw./km²        | 46253      | 46310        |
| Saint-Germain-du-Bel-Air | 564 (2013)     | –          | – Einw./km²        | 46267      | 46310        |
| Soucirac                 | 102 (2013)     | –          | – Einw./km²        | 46308      | 46300        |
| Ussel                    | 80 (2013)      | –          | – Einw./km²        | 46323      | 46240        |
| Uzech                    | 219 (2013)     | –          | – Einw./km²        | 46324      | 46310        |